# Ungarn Rundt 2023
Ungarn Rundt 2023 (officielt: Tour de Hongrie) er den 44. udgave af det ungarske etapeløb Ungarn Rundt. Cykelløbets fem etaper havde en samlet distance på 879 km, og blev kørt fra 10. maj med start i Szentgotthárd til 14. maj 2023 hvor der var mål i Budapest. Løbet er en del af UCI ProSeries 2023.

## Etaperne
| Etape    | Dato    | Start – Mål                   | type              | Afstand (km) | Elevation (m) | Etapevinder       | Førende rytter    |
| -------- | ------- | ----------------------------- | ----------------- | ------------ | ------------- | ----------------- | ----------------- |
| 1. etape | 10. maj | Szentgotthárd – Szentgotthárd | flad etape        | 168,6        | 821 m         | Dylan Groenewegen | Dylan Groenewegen |
| 2. etape | 11. maj | Zalaegerszeg – Keszthely      | flad etape        | 175,3        | 923 m         | Fabio Jakobsen    | Fabio Jakobsen    |
| 3. etape | 12. maj | Kaposvár – Pécs               | middel bjergetape | 179,9        | 2.511 m       | Marc Hirschi      | Marc Hirschi      |
| 4. etape | 13. maj | Martonvásár – Dobogó-kő       | middel bjergetape | 206,4        | 2.646 m       | Yannis Voisard    | Marc Hirschi      |
| 5. etape | 14. maj | Budapest – Budapest           | flad etape        | 150          | 224 m         | aflyst            | Marc Hirschi      |

### 1. etape
| Szentgotthárd - Szentgotthárd | flad etape | (168,6 km) |

| \| Etaperesultat \| Etaperesultat \| Etaperesultat \| Etaperesultat \| Etaperesultat \| \| Rytter \| Rytter \| Hold \| Tid \| \| \| ------------- \| ----------------- \| ---------------------- \| ------------- \| ------------- \| \| 1. \| Dylan Groenewegen \| Team Jayco AlUla \| 3t 42' 56" \| \| \| 2. \| Sam Bennett \| Bora-Hansgrohe \| + 0" \| \| \| 3. \| Caleb Ewan \| Lotto Dstny \| + 0" \| \| \| 4. \| Phil Bauhaus \| Bahrain Victorious \| + 0" \| \| \| 5. \| Álvaro Hodeg \| UAE Team Emirates \| + 0" \| \| \| 6. \| Maikel Zijlaard \| Tudor Pro Cycling Team \| + 0" \| \| \| 7. \| Fabio Jakobsen \| Soudal Quick-Step \| + 0" \| \| \| 8. \| Matyáš Kopecký \| Team Novo Nordisk \| + 0" \| \| \| 9. \| Sasha Weemaes \| Human Powered Health \| + 0" \| \| \| 10. \| Jules Hesters \| Team Flanders-Baloise \| + 0" \| \| |                   |                        |            |
| |                   |                        |            |
| Kilde: ProCyclingStats |                   |                        |            |
| Etaperesultat |                   |                        |            |
| Rytter | Rytter            | Hold                   | Tid        |
| 1. | Dylan Groenewegen | Team Jayco AlUla       | 3t 42' 56" |
| 2. | Sam Bennett       | Bora-Hansgrohe         | + 0"       |
| 3. | Caleb Ewan        | Lotto Dstny            | + 0"       |
| 4. | Phil Bauhaus      | Bahrain Victorious     | + 0"       |
| 5. | Álvaro Hodeg      | UAE Team Emirates      | + 0"       |
| 6. | Maikel Zijlaard   | Tudor Pro Cycling Team | + 0"       |
| 7. | Fabio Jakobsen    | Soudal Quick-Step      | + 0"       |
| 8. | Matyáš Kopecký    | Team Novo Nordisk      | + 0"       |
| 9. | Sasha Weemaes     | Human Powered Health   | + 0"       |
| 10. | Jules Hesters     | Team Flanders-Baloise  | + 0"       |

| \| Samlede stilling \| Samlede stilling \| Samlede stilling \| Samlede stilling \| Samlede stilling \| \| Rytter \| Rytter \| Hold \| Tid \| \| \| ---------------- \| ----------------- \| ---------------------------- \| ---------------- \| ---------------- \| \| 1. \| Dylan Groenewegen \| Team Jayco AlUla \| 3t 42' 46" \| \| \| 2. \| Matúš Štoček \| ATT Investments \| + 2" \| \| \| 3. \| Sam Bennett \| Bora-Hansgrohe \| + 4" \| \| \| 4. \| Charles Planet \| Team Novo Nordisk \| + 5" \| \| \| 5. \| Caleb Ewan \| Lotto Dstny \| + 6" \| \| \| 6. \| Balázs Rózsa \| Epronex-Hungary Cycling Team \| + 7" \| \| \| 7. \| Ward Vanhoof \| Team Flanders-Baloise \| + 9" \| \| \| 8. \| Zétény Szijártó \| Ungarn \| + 9" \| \| \| 9. \| Phil Bauhaus \| Bahrain Victorious \| + 10" \| \| \| 10. \| Álvaro Hodeg \| UAE Team Emirates \| + 10" \| \| |                   |                              |            |
| |                   |                              |            |
| Kilde: ProCyclingStats |                   |                              |            |
| Samlede stilling |                   |                              |            |
| Rytter | Rytter            | Hold                         | Tid        |
| 1. | Dylan Groenewegen | Team Jayco AlUla             | 3t 42' 46" |
| 2. | Matúš Štoček      | ATT Investments              | + 2"       |
| 3. | Sam Bennett       | Bora-Hansgrohe               | + 4"       |
| 4. | Charles Planet    | Team Novo Nordisk            | + 5"       |
| 5. | Caleb Ewan        | Lotto Dstny                  | + 6"       |
| 6. | Balázs Rózsa      | Epronex-Hungary Cycling Team | + 7"       |
| 7. | Ward Vanhoof      | Team Flanders-Baloise        | + 9"       |
| 8. | Zétény Szijártó   | Ungarn                       | + 9"       |
| 9. | Phil Bauhaus      | Bahrain Victorious           | + 10"      |
| 10. | Álvaro Hodeg      | UAE Team Emirates            | + 10"      |

### 2. etape
| Zalaegerszeg - Keszthely | flad etape | (175,3 km) |

| \| Etaperesultat \| Etaperesultat \| Etaperesultat \| Etaperesultat \| Etaperesultat \| \| Rytter \| Rytter \| Hold \| Tid \| \| \| ------------- \| ---------------- \| ---------------------- \| ------------- \| ------------- \| \| 1. \| Fabio Jakobsen \| Soudal Quick-Step \| 4t 05' 21" \| \| \| 2. \| Phil Bauhaus \| Bahrain Victorious \| + 0" \| \| \| 3. \| Vito Braet \| Team Flanders-Baloise \| + 0" \| \| \| 4. \| Casper van Uden \| Team DSM \| + 0" \| \| \| 5. \| Maikel Zijlaard \| Tudor Pro Cycling Team \| + 0" \| \| \| 6. \| Thibau Nys \| Trek-Segafredo \| + 0" \| \| \| 7. \| Caleb Ewan \| Lotto Dstny \| + 0" \| \| \| 8. \| Taj Jones \| Israel-Premier Tech \| + 0" \| \| \| 9. \| Matteo Moschetti \| Q36.5 Pro Cycling Team \| + 0" \| \| \| 10. \| Matyáš Kopecký \| Team Novo Nordisk \| + 0" \| \| |                  |                        |            |
| |                  |                        |            |
| Kilde: ProCyclingStats |                  |                        |            |
| Etaperesultat |                  |                        |            |
| Rytter | Rytter           | Hold                   | Tid        |
| 1. | Fabio Jakobsen   | Soudal Quick-Step      | 4t 05' 21" |
| 2. | Phil Bauhaus     | Bahrain Victorious     | + 0"       |
| 3. | Vito Braet       | Team Flanders-Baloise  | + 0"       |
| 4. | Casper van Uden  | Team DSM               | + 0"       |
| 5. | Maikel Zijlaard  | Tudor Pro Cycling Team | + 0"       |
| 6. | Thibau Nys       | Trek-Segafredo         | + 0"       |
| 7. | Caleb Ewan       | Lotto Dstny            | + 0"       |
| 8. | Taj Jones        | Israel-Premier Tech    | + 0"       |
| 9. | Matteo Moschetti | Q36.5 Pro Cycling Team | + 0"       |
| 10. | Matyáš Kopecký   | Team Novo Nordisk      | + 0"       |

| \| Samlede stilling \| Samlede stilling \| Samlede stilling \| Samlede stilling \| Samlede stilling \| \| Rytter \| Rytter \| Hold \| Tid \| \| \| ---------------- \| ----------------- \| --------------------- \| ---------------- \| ---------------- \| \| 1. \| Fabio Jakobsen \| Soudal Quick-Step \| 7t 48' 07" \| \| \| 2. \| Dylan Groenewegen \| Team Jayco AlUla \| + 0" \| \| \| 3. \| Matúš Štoček \| ATT Investments \| + 2" \| \| \| 4. \| Phil Bauhaus \| Bahrain Victorious \| + 4" \| \| \| 5. \| Sam Bennett \| Bora-Hansgrohe \| + 4" \| \| \| 6. \| Filippo Ridolfo \| Team Novo Nordisk \| + 4" \| \| \| 7. \| Caleb Ewan \| Lotto Dstny \| + 6" \| \| \| 8. \| Vito Braet \| Team Flanders-Baloise \| + 6" \| \| \| 9. \| Jhonatan Narváez \| Ineos Grenadiers \| + 7" \| \| \| 10. \| Daniel Turek \| ATT Investments \| + 7" \| \| |                   |                       |            |
| |                   |                       |            |
| Kilde: ProCyclingStats |                   |                       |            |
| Samlede stilling |                   |                       |            |
| Rytter | Rytter            | Hold                  | Tid        |
| 1. | Fabio Jakobsen    | Soudal Quick-Step     | 7t 48' 07" |
| 2. | Dylan Groenewegen | Team Jayco AlUla      | + 0"       |
| 3. | Matúš Štoček      | ATT Investments       | + 2"       |
| 4. | Phil Bauhaus      | Bahrain Victorious    | + 4"       |
| 5. | Sam Bennett       | Bora-Hansgrohe        | + 4"       |
| 6. | Filippo Ridolfo   | Team Novo Nordisk     | + 4"       |
| 7. | Caleb Ewan        | Lotto Dstny           | + 6"       |
| 8. | Vito Braet        | Team Flanders-Baloise | + 6"       |
| 9. | Jhonatan Narváez  | Ineos Grenadiers      | + 7"       |
| 10. | Daniel Turek      | ATT Investments       | + 7"       |

### 3. etape
| Kaposvár - Pécs | middel bjergetape | (179,9 km) |

| \| Etaperesultat \| Etaperesultat \| Etaperesultat \| Etaperesultat \| Etaperesultat \| \| Rytter \| Rytter \| Hold \| Tid \| \| \| ------------- \| ---------------- \| ---------------------- \| ------------- \| ------------- \| \| 1. \| Marc Hirschi \| UAE Team Emirates \| 4t 26' 57" \| \| \| 2. \| Ben Tulett \| Ineos Grenadiers \| + 8" \| \| \| 3. \| Max Poole \| Team DSM \| + 10" \| \| \| 4. \| Sylvain Moniquet \| Lotto Dstny \| + 12" \| \| \| 5. \| Oscar Onley \| Team DSM \| + 12" \| \| \| 6. \| Matteo Fabbro \| Bora-Hansgrohe \| + 12" \| \| \| 7. \| Egan Bernal \| Ineos Grenadiers \| + 12" \| \| \| 8. \| Yannis Voisard \| Tudor Pro Cycling Team \| + 23" \| \| \| 9. \| Matteo Badilatti \| Q36.5 Pro Cycling Team \| + 23" \| \| \| 10. \| Márton Dina \| ATT Investments \| + 23" \| \| |                  |                        |            |
| |                  |                        |            |
| Kilde: ProCyclingStats |                  |                        |            |
| Etaperesultat |                  |                        |            |
| Rytter | Rytter           | Hold                   | Tid        |
| 1. | Marc Hirschi     | UAE Team Emirates      | 4t 26' 57" |
| 2. | Ben Tulett       | Ineos Grenadiers       | + 8"       |
| 3. | Max Poole        | Team DSM               | + 10"      |
| 4. | Sylvain Moniquet | Lotto Dstny            | + 12"      |
| 5. | Oscar Onley      | Team DSM               | + 12"      |
| 6. | Matteo Fabbro    | Bora-Hansgrohe         | + 12"      |
| 7. | Egan Bernal      | Ineos Grenadiers       | + 12"      |
| 8. | Yannis Voisard   | Tudor Pro Cycling Team | + 23"      |
| 9. | Matteo Badilatti | Q36.5 Pro Cycling Team | + 23"      |
| 10. | Márton Dina      | ATT Investments        | + 23"      |

| \| Samlede stilling \| Samlede stilling \| Samlede stilling \| Samlede stilling \| Samlede stilling \| \| Rytter \| Rytter \| Hold \| Tid \| \| \| ---------------- \| ---------------- \| ---------------------- \| ---------------- \| ---------------- \| \| 1. \| Marc Hirschi \| UAE Team Emirates \| 12t 15' 04" \| \| \| 2. \| Ben Tulett \| Ineos Grenadiers \| + 10" \| \| \| 3. \| Max Poole \| Team DSM \| + 16" \| \| \| 4. \| Oscar Onley \| Team DSM \| + 22" \| \| \| 5. \| Sylvain Moniquet \| Lotto Dstny \| + 22" \| \| \| 6. \| Matteo Fabbro \| Bora-Hansgrohe \| + 22" \| \| \| 7. \| Egan Bernal \| Ineos Grenadiers \| + 22" \| \| \| 8. \| Márton Dina \| ATT Investments \| + 33" \| \| \| 9. \| Yannis Voisard \| Tudor Pro Cycling Team \| + 33" \| \| \| 10. \| Matteo Badilatti \| Q36.5 Pro Cycling Team \| + 33" \| \| |                  |                        |             |
| |                  |                        |             |
| Kilde: ProCyclingStats |                  |                        |             |
| Samlede stilling |                  |                        |             |
| Rytter | Rytter           | Hold                   | Tid         |
| 1. | Marc Hirschi     | UAE Team Emirates      | 12t 15' 04" |
| 2. | Ben Tulett       | Ineos Grenadiers       | + 10"       |
| 3. | Max Poole        | Team DSM               | + 16"       |
| 4. | Oscar Onley      | Team DSM               | + 22"       |
| 5. | Sylvain Moniquet | Lotto Dstny            | + 22"       |
| 6. | Matteo Fabbro    | Bora-Hansgrohe         | + 22"       |
| 7. | Egan Bernal      | Ineos Grenadiers       | + 22"       |
| 8. | Márton Dina      | ATT Investments        | + 33"       |
| 9. | Yannis Voisard   | Tudor Pro Cycling Team | + 33"       |
| 10. | Matteo Badilatti | Q36.5 Pro Cycling Team | + 33"       |

### 4. etape
| Martonvásár - Dobogó-kő | middel bjergetape | (206,4 km) |

| \| Etaperesultat \| Etaperesultat \| Etaperesultat \| Etaperesultat \| Etaperesultat \| \| Rytter \| Rytter \| Hold \| Tid \| \| \| ------------- \| ---------------- \| ---------------------- \| ------------- \| ------------- \| \| 1. \| Yannis Voisard \| Tudor Pro Cycling Team \| 5t 04' 14" \| \| \| 2. \| Thibau Nys \| Trek-Segafredo \| + 10" \| \| \| 3. \| Sylvain Moniquet \| Lotto Dstny \| + 10" \| \| \| 4. \| Marc Hirschi \| UAE Team Emirates \| + 10" \| \| \| 5. \| Ben Tulett \| Ineos Grenadiers \| + 10" \| \| \| 6. \| Max Poole \| Team DSM \| + 10" \| \| \| 7. \| Matteo Fabbro \| Bora-Hansgrohe \| + 10" \| \| \| 8. \| Oscar Onley \| Team DSM \| + 10" \| \| \| 9. \| Davide Piganzoli \| Eolo-Kometa \| + 10" \| \| \| 10. \| Paul Double \| Human Powered Health \| + 10" \| \| |                  |                        |            |
| |                  |                        |            |
| Kilde: ProCyclingStats |                  |                        |            |
| Etaperesultat |                  |                        |            |
| Rytter | Rytter           | Hold                   | Tid        |
| 1. | Yannis Voisard   | Tudor Pro Cycling Team | 5t 04' 14" |
| 2. | Thibau Nys       | Trek-Segafredo         | + 10"      |
| 3. | Sylvain Moniquet | Lotto Dstny            | + 10"      |
| 4. | Marc Hirschi     | UAE Team Emirates      | + 10"      |
| 5. | Ben Tulett       | Ineos Grenadiers       | + 10"      |
| 6. | Max Poole        | Team DSM               | + 10"      |
| 7. | Matteo Fabbro    | Bora-Hansgrohe         | + 10"      |
| 8. | Oscar Onley      | Team DSM               | + 10"      |
| 9. | Davide Piganzoli | Eolo-Kometa            | + 10"      |
| 10. | Paul Double      | Human Powered Health   | + 10"      |

| \| Samlede stilling \| Samlede stilling \| Samlede stilling \| Samlede stilling \| Samlede stilling \| \| Rytter \| Rytter \| Hold \| Tid \| \| \| ---------------- \| ---------------- \| ---------------------- \| ---------------- \| ---------------- \| \| 1. \| Marc Hirschi \| UAE Team Emirates \| 17t 19' 28" \| \| \| 2. \| Ben Tulett \| Ineos Grenadiers \| + 10" \| \| \| 3. \| Yannis Voisard \| Tudor Pro Cycling Team \| + 13" \| \| \| 4. \| Max Poole \| Team DSM \| + 16" \| \| \| 5. \| Sylvain Moniquet \| Lotto Dstny \| + 18" \| \| \| 6. \| Oscar Onley \| Team DSM \| + 22" \| \| \| 7. \| Matteo Fabbro \| Bora-Hansgrohe \| + 22" \| \| \| 8. \| Egan Bernal \| Ineos Grenadiers \| + 22" \| \| \| 9. \| Davide Piganzoli \| Eolo-Kometa \| + 45" \| \| \| 10. \| Abel Balderstone \| Caja Rural-Seguros RGA \| + 45" \| \| |                  |                        |             |
| |                  |                        |             |
| Kilde: ProCyclingStats |                  |                        |             |
| Samlede stilling |                  |                        |             |
| Rytter | Rytter           | Hold                   | Tid         |
| 1. | Marc Hirschi     | UAE Team Emirates      | 17t 19' 28" |
| 2. | Ben Tulett       | Ineos Grenadiers       | + 10"       |
| 3. | Yannis Voisard   | Tudor Pro Cycling Team | + 13"       |
| 4. | Max Poole        | Team DSM               | + 16"       |
| 5. | Sylvain Moniquet | Lotto Dstny            | + 18"       |
| 6. | Oscar Onley      | Team DSM               | + 22"       |
| 7. | Matteo Fabbro    | Bora-Hansgrohe         | + 22"       |
| 8. | Egan Bernal      | Ineos Grenadiers       | + 22"       |
| 9. | Davide Piganzoli | Eolo-Kometa            | + 45"       |
| 10. | Abel Balderstone | Caja Rural-Seguros RGA | + 45"       |

### 5. etape
| Budapest - Budapest | flad etape | (150 km) |

| \| Etaperesultat \| Etaperesultat \| Etaperesultat \| Etaperesultat \| Etaperesultat \| \| Rytter \| Rytter \| Hold \| Tid \| \| \| ------------- \| ------------- \| ------------- \| ------------- \| ------------- \| |        |      |     |
| |        |      |     |
| Kilde: ProCyclingStats |        |      |     |
| Etaperesultat |        |      |     |
| Rytter | Rytter | Hold | Tid |

## Trøjernes fordeling gennem løbet
| Etape    |                   | Vinder _          | Samlede stilling  | Pointtrøje        | Bjergtrøje            | Ungdomstrøje | Holdkonkurrence _ |
| -------- | ----------------- | ----------------- | ----------------- | ----------------- | --------------------- | ------------ | ----------------- |
| 1. etape | flad etape        | Dylan Groenewegen | Dylan Groenewegen | Dylan Groenewegen | Matúš Štoček          | Balázs Rózsa | UAE Team Emirates |
| 2. etape | flad etape        | Fabio Jakobsen    | Fabio Jakobsen    | Phil Bauhaus      | Matúš Štoček          | Balázs Rózsa | Trek-Segafredo    |
| 3. etape | middel bjergetape | Marc Hirschi      | Marc Hirschi      | Matúš Štoček      | Filippo Ridolfo       | Márton Dina  | Ineos Grenadiers  |
| 4. etape | middel bjergetape | Yannis Voisard    | Marc Hirschi      | Matúš Štoček      | Sebastian Schönberger | Márton Dina  | Ineos Grenadiers  |
| 5. etape | flad etape        | aflyst            | Marc Hirschi      | Matúš Štoček      | Sebastian Schönberger | ikke uddelt  | Ineos Grenadiers  |
| Samlet   | Samlet            |                   | Marc Hirschi      | Matúš Štoček      | Sebastian Schönberger | ikke uddelt  | Ineos Grenadiers  |

## Resultater

### Samlede stilling
| \| Samlede stilling \| Samlede stilling \| Samlede stilling \| Samlede stilling \| Samlede stilling \| \| Rytter \| Rytter \| Hold \| Tid \| \| \| ---------------- \| ---------------- \| ---------------------- \| ---------------- \| ---------------- \| \| 1. \| Marc Hirschi \| UAE Team Emirates \| 17t 19' 28" \| \| \| 2. \| Ben Tulett \| Ineos Grenadiers \| + 10" \| \| \| 3. \| Yannis Voisard \| Tudor Pro Cycling Team \| + 13" \| \| \| 4. \| Max Poole \| Team DSM \| + 16" \| \| \| 5. \| Sylvain Moniquet \| Lotto Dstny \| + 18" \| \| \| 6. \| Oscar Onley \| Team DSM \| + 22" \| \| \| 7. \| Matteo Fabbro \| Bora-Hansgrohe \| + 22" \| \| \| 8. \| Egan Bernal \| Ineos Grenadiers \| + 22" \| \| \| 9. \| Davide Piganzoli \| Eolo-Kometa \| + 45" \| \| \| 10. \| Abel Balderstone \| Caja Rural-Seguros RGA \| + 45" \| \| |                  |                        |             |
| |                  |                        |             |
| Kilde: ProCyclingStats |                  |                        |             |
| Samlede stilling |                  |                        |             |
| Rytter | Rytter           | Hold                   | Tid         |
| 1. | Marc Hirschi     | UAE Team Emirates      | 17t 19' 28" |
| 2. | Ben Tulett       | Ineos Grenadiers       | + 10"       |
| 3. | Yannis Voisard   | Tudor Pro Cycling Team | + 13"       |
| 4. | Max Poole        | Team DSM               | + 16"       |
| 5. | Sylvain Moniquet | Lotto Dstny            | + 18"       |
| 6. | Oscar Onley      | Team DSM               | + 22"       |
| 7. | Matteo Fabbro    | Bora-Hansgrohe         | + 22"       |
| 8. | Egan Bernal      | Ineos Grenadiers       | + 22"       |
| 9. | Davide Piganzoli | Eolo-Kometa            | + 45"       |
| 10. | Abel Balderstone | Caja Rural-Seguros RGA | + 45"       |

### Pointkonkurrencen
| Pointkonkurrence | Pointkonkurrence  | Pointkonkurrence       | Pointkonkurrence | Pointkonkurrence |
| Rytter           | Rytter            | Hold                   | Point            |                  |
| ---------------- | ----------------- | ---------------------- | ---------------- | ---------------- |
| 1.               | Matúš Štoček      | ATT Investments        | 28 point         |                  |
| 2.               | Marc Hirschi      | UAE Team Emirates      | 23 point         |                  |
| 3.               | Dries De Bondt    | Alpecin-Deceuninck     | 22 point         |                  |
| 4.               | Ben Tulett        | Ineos Grenadiers       | 21 point         |                  |
| 5.               | Phil Bauhaus      | Bahrain Victorious     | 20 point         |                  |
| 6.               | Fabio Jakobsen    | Soudal Quick-Step      | 19 point         |                  |
| 7.               | Yannis Voisard    | Tudor Pro Cycling Team | 18 point         |                  |
| 8.               | Sylvain Moniquet  | Lotto Dstny            | 18 point         |                  |
| 9.               | Thibau Nys        | Trek-Segafredo         | 17 point         |                  |
| 10.              | Dylan Groenewegen | Team Jayco AlUla       | 15 point         |                  |

### Bjergkonkurrencen
| Bjergkonkurrence | Bjergkonkurrence      | Bjergkonkurrence       | Bjergkonkurrence | Bjergkonkurrence |
| Rytter           | Rytter                | Hold                   | Point            |                  |
| ---------------- | --------------------- | ---------------------- | ---------------- | ---------------- |
| 1.               | Sebastian Schönberger | Human Powered Health   | 38 point         |                  |
| 2.               | Filippo Ridolfo       | Team Novo Nordisk      | 28 point         |                  |
| 3.               | Yves Lampaert         | Soudal Quick-Step      | 22 point         |                  |
| 4.               | Jasper De Buyst       | Lotto Dstny            | 22 point         |                  |
| 5.               | Dries De Bondt        | Alpecin-Deceuninck     | 18 point         |                  |
| 6.               | Marc Hirschi          | UAE Team Emirates      | 16 point         |                  |
| 7.               | Yannis Voisard        | Tudor Pro Cycling Team | 15 point         |                  |
| 8.               | Jarrad Drizners       | Lotto Dstny            | 15 point         |                  |
| 9.               | David Martín          | Eolo-Kometa            | 12 point         |                  |
| 10.              | Matúš Štoček          | ATT Investments        | 11 point         |                  |

### Ungdomskonkurrencen
| Ungdomskonkurrence | Ungdomskonkurrence | Ungdomskonkurrence | Ungdomskonkurrence | Ungdomskonkurrence |
| Rytter             | Rytter             | Hold               | Tid                |                    |
| ------------------ | ------------------ | ------------------ | ------------------ | ------------------ |

### Holdkonkurrencen
| Holdkonkurrence | Holdkonkurrence        | Holdkonkurrence | Holdkonkurrence |
| Hold            | Hold                   | Tid             |                 |
| --------------- | ---------------------- | --------------- | --------------- |
| 1.              | Ineos Grenadiers       | 52t 00' 30"     |                 |
| 2.              | Eolo-Kometa            | + 1' 33"        |                 |
| 3.              | Caja Rural-Seguros RGA | + 3' 17"        |                 |
| 4.              | ATT Investments        | + 4' 25"        |                 |
| 5.              | Tudor Pro Cycling Team | + 4' 25"        |                 |
| 6.              | Team Jayco AlUla       | + 4' 34"        |                 |
| 7.              | Lotto Dstny            | + 5' 07"        |                 |
| 8.              | Soudal Quick-Step      | + 5' 27"        |                 |
| 9.              | Israel-Premier Tech    | + 6' 19"        |                 |
| 10.             | Trek-Segafredo         | + 7' 38"        |                 |

## Hold og ryttere
| UCI WorldTeams (9)- Alpecin-Deceuninck - Bahrain Victorious - Bora-Hansgrohe - Ineos Grenadiers - Soudal Quick-Step - Team DSM - Team Jayco AlUla - Trek-Segafredo - UAE Team Emirates UCI ProTeams (9)- Caja Rural-Seguros RGA - Eolo-Kometa - Human Powered Health - Israel-Premier Tech - Lotto Dstny - Q36.5 Pro Cycling Team - Team Flanders-Baloise - Team Novo Nordisk - Tudor Pro Cycling Team UCI Kontinentalhold (3)- ATT Investments - Sofer-Savini Due-OMZ - Epronex-Hungary Cycling Team Landshold- Ungarn |
| |

### Danske ryttere
| Danske ryttere på startlisten |                          |                     |           |
| Rygnummer                     | Rytter                   | Hold                | Placering |
| 14                            | Asbjørn Hellemose        | Trek-Segafredo      |           |
| 51                            | Tobias Lund Andresen     | Team DSM            |           |
| 64                            | Michael Mørkøv           | Soudal Quick-Step   |           |
| 66                            | Casper Pedersen          | Soudal Quick-Step   |           |
| 132                           | Jakob Fuglsang           | Israel-Premier Tech |           |
| 162                           | Sebastian Kolze Changizi | Tudor Pro Cycling   |           |

* DNF = gennemførte ikke

### Startliste
| Ineos Grenadiers IGD | Ineos Grenadiers IGD        | Ineos Grenadiers IGD |
| -------------------- | --------------------------- | -------------------- |
| Nr.                  | Rytter                      | Placering            |
| 1                    | Egan Bernal (COL)           | 8.                   |
| 2                    | Michael Leonard (CAN)       | 80.                  |
| 3                    | Jhonatan Narváez (ECU)      | 18.                  |
| 4                    | Luke Plapp (AUS) (landevej) | DNS-2                |
| 5                    | Ben Tulett (GBR)            | 2.                   |
| 6                    | Elia Viviani (ITA)          | 86.                  |

| Trek-Segafredo TFS | Trek-Segafredo TFS             | Trek-Segafredo TFS |
| ------------------ | ------------------------------ | ------------------ |
| Nr.                | Rytter                         | Placering          |
| 11                 | Jon Aberasturi (ESP)           | 65.                |
| 12                 | Filippo Baroncini (ITA)        | 25.                |
| 13                 | Marc Brustenga (ESP)           | 85.                |
| 14                 | Asbjørn Hellemose (DEN)        | 24.                |
| 15                 | Emīls Liepiņš (LAT) (landevej) | 102.               |
| 16                 | Thibau Nys (BEL)               | 41.                |

| Alpecin-Deceuninck ADC | Alpecin-Deceuninck ADC  | Alpecin-Deceuninck ADC |
| ---------------------- | ----------------------- | ---------------------- |
| Nr.                    | Rytter                  | Placering              |
| 21                     | Axel Laurance (FRA)     | 35.                    |
| 22                     | Jonas Rickaert (BEL)    | 60.                    |
| 23                     | Edward Planckaert (BEL) | 19.                    |
| 24                     | Jakub Mareczko (ITA)    | 119.                   |
| 25                     | Silvan Dillier (SUI)    | 48.                    |
| 26                     | Dries De Bondt (BEL)    | 49.                    |

| Bahrain Victorious TBV | Bahrain Victorious TBV    | Bahrain Victorious TBV |
| ---------------------- | ------------------------- | ---------------------- |
| Nr.                    | Rytter                    | Placering              |
| 31                     | Phil Bauhaus (GER)        | 75.                    |
| 32                     | Nicolò Buratti (ITA)      | 40.                    |
| 33                     | Matevž Govekar (SLO)      | 46.                    |
| 34                     | Ahmed Madan (BRN )        | 106.                   |
| 35                     | Hermann Pernsteiner (AUT) | DNS-3                  |
| 36                     | Cameron Scott (AUS)       | 82.                    |

| Bora-Hansgrohe BOH | Bora-Hansgrohe BOH     | Bora-Hansgrohe BOH |
| ------------------ | ---------------------- | ------------------ |
| Nr.                | Rytter                 | Placering          |
| 41                 | Ryan Mullen (IRL)      | 79.                |
| 42                 | Danny van Poppel (NED) | 51.                |
| 43                 | Matthew Walls (GBR)    | 118.               |
| 44                 | Matteo Fabbro (ITA)    | 7.                 |
| 45                 | Sam Bennett (IRL)      | 64.                |
| 46                 | Shane Archbold (NZL)   | 110.               |

| Team DSM DSM | Team DSM DSM               | Team DSM DSM |
| ------------ | -------------------------- | ------------ |
| Nr.          | Rytter                     | Placering    |
| 51           | Tobias Lund Andresen (DEN) | 56.          |
| 52           | Alexander Edmondson (AUS)  | 78.          |
| 53           | Oscar Onley (GBR)          | 6.           |
| 54           | Max Poole (GBR)            | 4.           |
| 55           | Casper van Uden (NED)      | 77.          |
| 56           | Enzo Leijnse (NED)         | 91.          |

| Soudal Quick-Step SOQ | Soudal Quick-Step SOQ           | Soudal Quick-Step SOQ |
| --------------------- | ------------------------------- | --------------------- |
| Nr.                   | Rytter                          | Placering             |
| 61                    | Tim Declercq (BEL)              | 36.                   |
| 62                    | Fabio Jakobsen (NED) (landevej) | 96.                   |
| 63                    | Yves Lampaert (BEL)             | 31.                   |
| 64                    | Michael Mørkøv (DEN)            | 103.                  |
| 65                    | Fausto Masnada (ITA)            | 20.                   |
| 66                    | Casper Pedersen (DEN)           | 66.                   |

| Team Jayco AlUla JAY | Team Jayco AlUla JAY    | Team Jayco AlUla JAY |
| -------------------- | ----------------------- | -------------------- |
| Nr.                  | Rytter                  | Placering            |
| 71                   | Dylan Groenewegen (NED) | 76.                  |
| 72                   | Luka Mezgec (SLO)       | 62.                  |
| 73                   | Elmar Reinders (NED)    | 73.                  |
| 74                   | Kelland O'Brien (AUS)   | 37.                  |
| 75                   | Jan Maas (NED)          | 26.                  |
| 76                   | Rudy Porter (AUS)       | 15.                  |

| UAE Team Emirates UAD | UAE Team Emirates UAD   | UAE Team Emirates UAD |
| --------------------- | ----------------------- | --------------------- |
| Nr.                   | Rytter                  | Placering             |
| 81                    | Álvaro Hodeg (COL)      | 111.                  |
| 82                    | Michael Vink (NZL)      | 59.                   |
| 83                    | Finn Fisher-Black (NZL) | 29.                   |
| 84                    | Felix Groß (GER)        | DNF-2                 |
| 85                    | Rui Oliveira (POR)      | 58.                   |
| 86                    | Marc Hirschi (SUI)      | 1.                    |

| Caja Rural-Seguros RGA CJR | Caja Rural-Seguros RGA CJR | Caja Rural-Seguros RGA CJR |
| -------------------------- | -------------------------- | -------------------------- |
| Nr.                        | Rytter                     | Placering                  |
| 91                         | Daniel Babor (CZE)         | 109.                       |
| 92                         | Abel Balderstone (ESP)     | 10.                        |
| 93                         | Fernando Barceló (ESP)     | 28.                        |
| 94                         | Tomáš Bárta (CZE)          | 88.                        |
| 95                         | Yesid Pira (COL)           | 54.                        |
| 96                         | Eduard Prades (ESP)        | 30.                        |

| Human Powered Health HPM | Human Powered Health HPM    | Human Powered Health HPM |
| ------------------------ | --------------------------- | ------------------------ |
| Nr.                      | Rytter                      | Placering                |
| 101                      | Adam de Vos (CAN)           | DNS-4                    |
| 102                      | Paul Double (GBR)           | 68.                      |
| 103                      | Matthew Gibson (GBR)        | 105.                     |
| 104                      | Sebastian Schönberger (AUT) | 44.                      |
| 105                      | Gijs Van Hoecke (BEL)       | 74.                      |
| 106                      | Sasha Weemaes (BEL)         | 112.                     |

| Eolo-Kometa EOK | Eolo-Kometa EOK           | Eolo-Kometa EOK |
| --------------- | ------------------------- | --------------- |
| Nr.             | Rytter                    | Placering       |
| 111             | Alessandro Fancellu (ITA) | 69.             |
| 112             | Andrea Garosio (ITA)      | 27.             |
| 113             | Álex Martín (ESP)         | 12.             |
| 114             | David Martín (ESP)        | 108.            |
| 115             | Andrea Pietrobon (ITA)    | 52.             |
| 116             | Davide Piganzoli (ITA)    | 9.              |

| Team Flanders-Baloise TFB | Team Flanders-Baloise TFB | Team Flanders-Baloise TFB |
| ------------------------- | ------------------------- | ------------------------- |
| Nr.                       | Rytter                    | Placering                 |
| 121                       | Jenno Berckmoes (BEL)     | DNF-2                     |
| 122                       | Kamiel Bonneu (BEL)       | 14.                       |
| 123                       | Vito Braet (BEL)          | 45.                       |
| 124                       | Ward Vanhoof (BEL)        | 70.                       |
| 125                       | Jules Hesters (BEL)       | 107.                      |
| 126                       | Elias Maris (BEL)         | 57.                       |

| Israel-Premier Tech IPT | Israel-Premier Tech IPT         | Israel-Premier Tech IPT |
| ----------------------- | ------------------------------- | ----------------------- |
| Nr.                     | Rytter                          | Placering               |
| 131                     | Itamar Einhorn (ISR) (landevej) | 95.                     |
| 132                     | Jakob Fuglsang (DEN)            | 11.                     |
| 133                     | Ben Hermans (BEL)               | 23.                     |
| 134                     | Reto Hollenstein (SUI)          | 42.                     |
| 135                     | Taj Jones (AUS)                 | 72.                     |
| 136                     | Rick Zabel (GER)                | 87.                     |

| Team Novo Nordisk TNN | Team Novo Nordisk TNN | Team Novo Nordisk TNN |
| --------------------- | --------------------- | --------------------- |
| Nr.                   | Rytter                | Placering             |
| 141                   | Péter Kusztor (HUN)   | 38.                   |
| 142                   | Andrea Peron (ITA)    | 98.                   |
| 143                   | Charles Planet (FRA)  | DNF-3                 |
| 144                   | Matyáš Kopecký (CZE)  | 99.                   |
| 145                   | David Lozano (ESP)    | 71.                   |
| 146                   | Filippo Ridolfo (ITA) | 90.                   |

| Lotto Dstny LTD | Lotto Dstny LTD         | Lotto Dstny LTD |
| --------------- | ----------------------- | --------------- |
| Nr.             | Rytter                  | Placering       |
| 151             | Jasper De Buyst (BEL)   | 43.             |
| 152             | Jarrad Drizners (AUS)   | 63.             |
| 153             | Caleb Ewan (AUS)        | 61.             |
| 154             | Jacopo Guarnieri (ITA)  | 92.             |
| 155             | Sylvain Moniquet (BEL)  | 5.              |
| 156             | Eduardo Sepúlveda (ARG) | 16.             |

| Tudor Pro Cycling Team TUD | Tudor Pro Cycling Team TUD     | Tudor Pro Cycling Team TUD |
| -------------------------- | ------------------------------ | -------------------------- |
| Nr.                        | Rytter                         | Placering                  |
| 161                        | Yannis Voisard (SUI)           | 3.                         |
| 162                        | Sebastian Kolze Changizi (DEN) | 89.                        |
| 163                        | Aloïs Charrin (FRA)            | 21.                        |
| 164                        | Miká Heming (GER)              | 55.                        |
| 165                        | Roland Thalmann (SUI)          | 39.                        |
| 166                        | Maikel Zijlaard (NED)          | 83.                        |

| Q36.5 Pro Cycling Team Q36 | Q36.5 Pro Cycling Team Q36 | Q36.5 Pro Cycling Team Q36 |
| -------------------------- | -------------------------- | -------------------------- |
| Nr.                        | Rytter                     | Placering                  |
| 171                        | Matteo Badilatti (SUI)     | 22.                        |
| 172                        | Gianluca Brambilla (ITA)   | 13.                        |
| 173                        | Damien Howson (AUS)        | DNF-2                      |
| 174                        | Matteo Moschetti (ITA)     | 84.                        |
| 175                        | Nicolò Parisini (ITA)      | 50.                        |
| 176                        | Joey Rosskopf (USA)        | 53.                        |

| Sofer-Savini Due-OMZ SDO | Sofer-Savini Due-OMZ SDO    | Sofer-Savini Due-OMZ SDO |
| ------------------------ | --------------------------- | ------------------------ |
| Nr.                      | Rytter                      | Placering                |
| 181                      | Zoltán Antal Lepold (HUN)   | 100.                     |
| 182                      | Olivier Móré-Gosselin (HUN) | 120.                     |
| 183                      | Batuhan Özgür (TUR)         | 117.                     |
| 184                      | Emil Dima (ROU) (landevej)  | 115.                     |
| 185                      | Conor Schunk (USA)          | 47.                      |
| 186                      | Nikiforos Arvanitou (GRE)   | 97.                      |

| ATT Investments ATT | ATT Investments ATT | ATT Investments ATT |
| ------------------- | ------------------- | ------------------- |
| Nr.                 | Rytter              | Placering           |
| 191                 | Márton Dina (HUN)   | 17.                 |
| 192                 | Jakub Otruba (CZE)  | 33.                 |
| 193                 | Daniel Turek (CZE)  | 32.                 |
| 194                 | Pavel Kelemen (CZE) | 121.                |
| 195                 | Matúš Štoček (SVK)  | 81.                 |
| 196                 | Jiří Petruš (CZE)   | 67.                 |

| Epronex-Hungary Cycling Team EPR | Epronex-Hungary Cycling Team EPR | Epronex-Hungary Cycling Team EPR |
| -------------------------------- | -------------------------------- | -------------------------------- |
| Nr.                              | Rytter                           | Placering                        |
| 201                              | Ádám Kristóf Karl (HUN)          | 104.                             |
| 202                              | Balázs Rózsa (HUN)               | 94.                              |
| 203                              | Gergely Szarka (HUN)             | 101.                             |
| 204                              | Byron Munton (RSA)               | 34.                              |
| 205                              | Márk Valent (HUN)                | 93.                              |
| 206                              | Kristóf Árvai (HUN)              | DNF-3                            |

| Ungarn HUN | Ungarn HUN      | Ungarn HUN |
| ---------- | --------------- | ---------- |
| Nr.        | Rytter          | Placering  |
| 211        | Zétény Szijártó | 113.       |
| 212        | Viktor Filutás  | 114.       |
| 213        | Dániel Sidló    | DNF-3      |
| 214        | Bálint Orosz    | DNF-2      |
| 215        | Ádám Pápai      | 116.       |
| 216        | Norbert Hrenkó  | DNF-4      |

| Ineos Grenadiers IGD | Ineos Grenadiers IGD        | Ineos Grenadiers IGD |
| -------------------- | --------------------------- | -------------------- |
| Nr.                  | Rytter                      | Placering            |
| 1                    | Egan Bernal (COL)           | 8.                   |
| 2                    | Michael Leonard (CAN)       | 80.                  |
| 3                    | Jhonatan Narváez (ECU)      | 18.                  |
| 4                    | Luke Plapp (AUS) (landevej) | DNS-2                |
| 5                    | Ben Tulett (GBR)            | 2.                   |
| 6                    | Elia Viviani (ITA)          | 86.                  |

| Trek-Segafredo TFS | Trek-Segafredo TFS             | Trek-Segafredo TFS |
| ------------------ | ------------------------------ | ------------------ |
| Nr.                | Rytter                         | Placering          |
| 11                 | Jon Aberasturi (ESP)           | 65.                |
| 12                 | Filippo Baroncini (ITA)        | 25.                |
| 13                 | Marc Brustenga (ESP)           | 85.                |
| 14                 | Asbjørn Hellemose (DEN)        | 24.                |
| 15                 | Emīls Liepiņš (LAT) (landevej) | 102.               |
| 16                 | Thibau Nys (BEL)               | 41.                |

| Alpecin-Deceuninck ADC | Alpecin-Deceuninck ADC  | Alpecin-Deceuninck ADC |
| ---------------------- | ----------------------- | ---------------------- |
| Nr.                    | Rytter                  | Placering              |
| 21                     | Axel Laurance (FRA)     | 35.                    |
| 22                     | Jonas Rickaert (BEL)    | 60.                    |
| 23                     | Edward Planckaert (BEL) | 19.                    |
| 24                     | Jakub Mareczko (ITA)    | 119.                   |
| 25                     | Silvan Dillier (SUI)    | 48.                    |
| 26                     | Dries De Bondt (BEL)    | 49.                    |

| Bahrain Victorious TBV | Bahrain Victorious TBV    | Bahrain Victorious TBV |
| ---------------------- | ------------------------- | ---------------------- |
| Nr.                    | Rytter                    | Placering              |
| 31                     | Phil Bauhaus (GER)        | 75.                    |
| 32                     | Nicolò Buratti (ITA)      | 40.                    |
| 33                     | Matevž Govekar (SLO)      | 46.                    |
| 34                     | Ahmed Madan (BRN )        | 106.                   |
| 35                     | Hermann Pernsteiner (AUT) | DNS-3                  |
| 36                     | Cameron Scott (AUS)       | 82.                    |

| Bora-Hansgrohe BOH | Bora-Hansgrohe BOH     | Bora-Hansgrohe BOH |
| ------------------ | ---------------------- | ------------------ |
| Nr.                | Rytter                 | Placering          |
| 41                 | Ryan Mullen (IRL)      | 79.                |
| 42                 | Danny van Poppel (NED) | 51.                |
| 43                 | Matthew Walls (GBR)    | 118.               |
| 44                 | Matteo Fabbro (ITA)    | 7.                 |
| 45                 | Sam Bennett (IRL)      | 64.                |
| 46                 | Shane Archbold (NZL)   | 110.               |

| Team DSM DSM | Team DSM DSM               | Team DSM DSM |
| ------------ | -------------------------- | ------------ |
| Nr.          | Rytter                     | Placering    |
| 51           | Tobias Lund Andresen (DEN) | 56.          |
| 52           | Alexander Edmondson (AUS)  | 78.          |
| 53           | Oscar Onley (GBR)          | 6.           |
| 54           | Max Poole (GBR)            | 4.           |
| 55           | Casper van Uden (NED)      | 77.          |
| 56           | Enzo Leijnse (NED)         | 91.          |

| Soudal Quick-Step SOQ | Soudal Quick-Step SOQ           | Soudal Quick-Step SOQ |
| --------------------- | ------------------------------- | --------------------- |
| Nr.                   | Rytter                          | Placering             |
| 61                    | Tim Declercq (BEL)              | 36.                   |
| 62                    | Fabio Jakobsen (NED) (landevej) | 96.                   |
| 63                    | Yves Lampaert (BEL)             | 31.                   |
| 64                    | Michael Mørkøv (DEN)            | 103.                  |
| 65                    | Fausto Masnada (ITA)            | 20.                   |
| 66                    | Casper Pedersen (DEN)           | 66.                   |

| Team Jayco AlUla JAY | Team Jayco AlUla JAY    | Team Jayco AlUla JAY |
| -------------------- | ----------------------- | -------------------- |
| Nr.                  | Rytter                  | Placering            |
| 71                   | Dylan Groenewegen (NED) | 76.                  |
| 72                   | Luka Mezgec (SLO)       | 62.                  |
| 73                   | Elmar Reinders (NED)    | 73.                  |
| 74                   | Kelland O'Brien (AUS)   | 37.                  |
| 75                   | Jan Maas (NED)          | 26.                  |
| 76                   | Rudy Porter (AUS)       | 15.                  |

| UAE Team Emirates UAD | UAE Team Emirates UAD   | UAE Team Emirates UAD |
| --------------------- | ----------------------- | --------------------- |
| Nr.                   | Rytter                  | Placering             |
| 81                    | Álvaro Hodeg (COL)      | 111.                  |
| 82                    | Michael Vink (NZL)      | 59.                   |
| 83                    | Finn Fisher-Black (NZL) | 29.                   |
| 84                    | Felix Groß (GER)        | DNF-2                 |
| 85                    | Rui Oliveira (POR)      | 58.                   |
| 86                    | Marc Hirschi (SUI)      | 1.                    |

| Caja Rural-Seguros RGA CJR | Caja Rural-Seguros RGA CJR | Caja Rural-Seguros RGA CJR |
| -------------------------- | -------------------------- | -------------------------- |
| Nr.                        | Rytter                     | Placering                  |
| 91                         | Daniel Babor (CZE)         | 109.                       |
| 92                         | Abel Balderstone (ESP)     | 10.                        |
| 93                         | Fernando Barceló (ESP)     | 28.                        |
| 94                         | Tomáš Bárta (CZE)          | 88.                        |
| 95                         | Yesid Pira (COL)           | 54.                        |
| 96                         | Eduard Prades (ESP)        | 30.                        |

| Human Powered Health HPM | Human Powered Health HPM    | Human Powered Health HPM |
| ------------------------ | --------------------------- | ------------------------ |
| Nr.                      | Rytter                      | Placering                |
| 101                      | Adam de Vos (CAN)           | DNS-4                    |
| 102                      | Paul Double (GBR)           | 68.                      |
| 103                      | Matthew Gibson (GBR)        | 105.                     |
| 104                      | Sebastian Schönberger (AUT) | 44.                      |
| 105                      | Gijs Van Hoecke (BEL)       | 74.                      |
| 106                      | Sasha Weemaes (BEL)         | 112.                     |

| Eolo-Kometa EOK | Eolo-Kometa EOK           | Eolo-Kometa EOK |
| --------------- | ------------------------- | --------------- |
| Nr.             | Rytter                    | Placering       |
| 111             | Alessandro Fancellu (ITA) | 69.             |
| 112             | Andrea Garosio (ITA)      | 27.             |
| 113             | Álex Martín (ESP)         | 12.             |
| 114             | David Martín (ESP)        | 108.            |
| 115             | Andrea Pietrobon (ITA)    | 52.             |
| 116             | Davide Piganzoli (ITA)    | 9.              |

| Team Flanders-Baloise TFB | Team Flanders-Baloise TFB | Team Flanders-Baloise TFB |
| ------------------------- | ------------------------- | ------------------------- |
| Nr.                       | Rytter                    | Placering                 |
| 121                       | Jenno Berckmoes (BEL)     | DNF-2                     |
| 122                       | Kamiel Bonneu (BEL)       | 14.                       |
| 123                       | Vito Braet (BEL)          | 45.                       |
| 124                       | Ward Vanhoof (BEL)        | 70.                       |
| 125                       | Jules Hesters (BEL)       | 107.                      |
| 126                       | Elias Maris (BEL)         | 57.                       |

| Israel-Premier Tech IPT | Israel-Premier Tech IPT         | Israel-Premier Tech IPT |
| ----------------------- | ------------------------------- | ----------------------- |
| Nr.                     | Rytter                          | Placering               |
| 131                     | Itamar Einhorn (ISR) (landevej) | 95.                     |
| 132                     | Jakob Fuglsang (DEN)            | 11.                     |
| 133                     | Ben Hermans (BEL)               | 23.                     |
| 134                     | Reto Hollenstein (SUI)          | 42.                     |
| 135                     | Taj Jones (AUS)                 | 72.                     |
| 136                     | Rick Zabel (GER)                | 87.                     |

| Team Novo Nordisk TNN | Team Novo Nordisk TNN | Team Novo Nordisk TNN |
| --------------------- | --------------------- | --------------------- |
| Nr.                   | Rytter                | Placering             |
| 141                   | Péter Kusztor (HUN)   | 38.                   |
| 142                   | Andrea Peron (ITA)    | 98.                   |
| 143                   | Charles Planet (FRA)  | DNF-3                 |
| 144                   | Matyáš Kopecký (CZE)  | 99.                   |
| 145                   | David Lozano (ESP)    | 71.                   |
| 146                   | Filippo Ridolfo (ITA) | 90.                   |

| Lotto Dstny LTD | Lotto Dstny LTD         | Lotto Dstny LTD |
| --------------- | ----------------------- | --------------- |
| Nr.             | Rytter                  | Placering       |
| 151             | Jasper De Buyst (BEL)   | 43.             |
| 152             | Jarrad Drizners (AUS)   | 63.             |
| 153             | Caleb Ewan (AUS)        | 61.             |
| 154             | Jacopo Guarnieri (ITA)  | 92.             |
| 155             | Sylvain Moniquet (BEL)  | 5.              |
| 156             | Eduardo Sepúlveda (ARG) | 16.             |

| Tudor Pro Cycling Team TUD | Tudor Pro Cycling Team TUD     | Tudor Pro Cycling Team TUD |
| -------------------------- | ------------------------------ | -------------------------- |
| Nr.                        | Rytter                         | Placering                  |
| 161                        | Yannis Voisard (SUI)           | 3.                         |
| 162                        | Sebastian Kolze Changizi (DEN) | 89.                        |
| 163                        | Aloïs Charrin (FRA)            | 21.                        |
| 164                        | Miká Heming (GER)              | 55.                        |
| 165                        | Roland Thalmann (SUI)          | 39.                        |
| 166                        | Maikel Zijlaard (NED)          | 83.                        |

| Q36.5 Pro Cycling Team Q36 | Q36.5 Pro Cycling Team Q36 | Q36.5 Pro Cycling Team Q36 |
| -------------------------- | -------------------------- | -------------------------- |
| Nr.                        | Rytter                     | Placering                  |
| 171                        | Matteo Badilatti (SUI)     | 22.                        |
| 172                        | Gianluca Brambilla (ITA)   | 13.                        |
| 173                        | Damien Howson (AUS)        | DNF-2                      |
| 174                        | Matteo Moschetti (ITA)     | 84.                        |
| 175                        | Nicolò Parisini (ITA)      | 50.                        |
| 176                        | Joey Rosskopf (USA)        | 53.                        |

| Sofer-Savini Due-OMZ SDO | Sofer-Savini Due-OMZ SDO    | Sofer-Savini Due-OMZ SDO |
| ------------------------ | --------------------------- | ------------------------ |
| Nr.                      | Rytter                      | Placering                |
| 181                      | Zoltán Antal Lepold (HUN)   | 100.                     |
| 182                      | Olivier Móré-Gosselin (HUN) | 120.                     |
| 183                      | Batuhan Özgür (TUR)         | 117.                     |
| 184                      | Emil Dima (ROU) (landevej)  | 115.                     |
| 185                      | Conor Schunk (USA)          | 47.                      |
| 186                      | Nikiforos Arvanitou (GRE)   | 97.                      |

| ATT Investments ATT | ATT Investments ATT | ATT Investments ATT |
| ------------------- | ------------------- | ------------------- |
| Nr.                 | Rytter              | Placering           |
| 191                 | Márton Dina (HUN)   | 17.                 |
| 192                 | Jakub Otruba (CZE)  | 33.                 |
| 193                 | Daniel Turek (CZE)  | 32.                 |
| 194                 | Pavel Kelemen (CZE) | 121.                |
| 195                 | Matúš Štoček (SVK)  | 81.                 |
| 196                 | Jiří Petruš (CZE)   | 67.                 |

| Epronex-Hungary Cycling Team EPR | Epronex-Hungary Cycling Team EPR | Epronex-Hungary Cycling Team EPR |
| -------------------------------- | -------------------------------- | -------------------------------- |
| Nr.                              | Rytter                           | Placering                        |
| 201                              | Ádám Kristóf Karl (HUN)          | 104.                             |
| 202                              | Balázs Rózsa (HUN)               | 94.                              |
| 203                              | Gergely Szarka (HUN)             | 101.                             |
| 204                              | Byron Munton (RSA)               | 34.                              |
| 205                              | Márk Valent (HUN)                | 93.                              |
| 206                              | Kristóf Árvai (HUN)              | DNF-3                            |

| Ungarn HUN | Ungarn HUN      | Ungarn HUN |
| ---------- | --------------- | ---------- |
| Nr.        | Rytter          | Placering  |
| 211        | Zétény Szijártó | 113.       |
| 212        | Viktor Filutás  | 114.       |
| 213        | Dániel Sidló    | DNF-3      |
| 214        | Bálint Orosz    | DNF-2      |
| 215        | Ádám Pápai      | 116.       |
| 216        | Norbert Hrenkó  | DNF-4      |